# Lucinasco
Lucinasco (im Ligurischen: Lucinàscu) ist eine norditalienische Gemeinde mit 308 Einwohnern (Stand 31. Dezember 2023) in der Region Ligurien, in der Provinz Imperia.

## Geographie

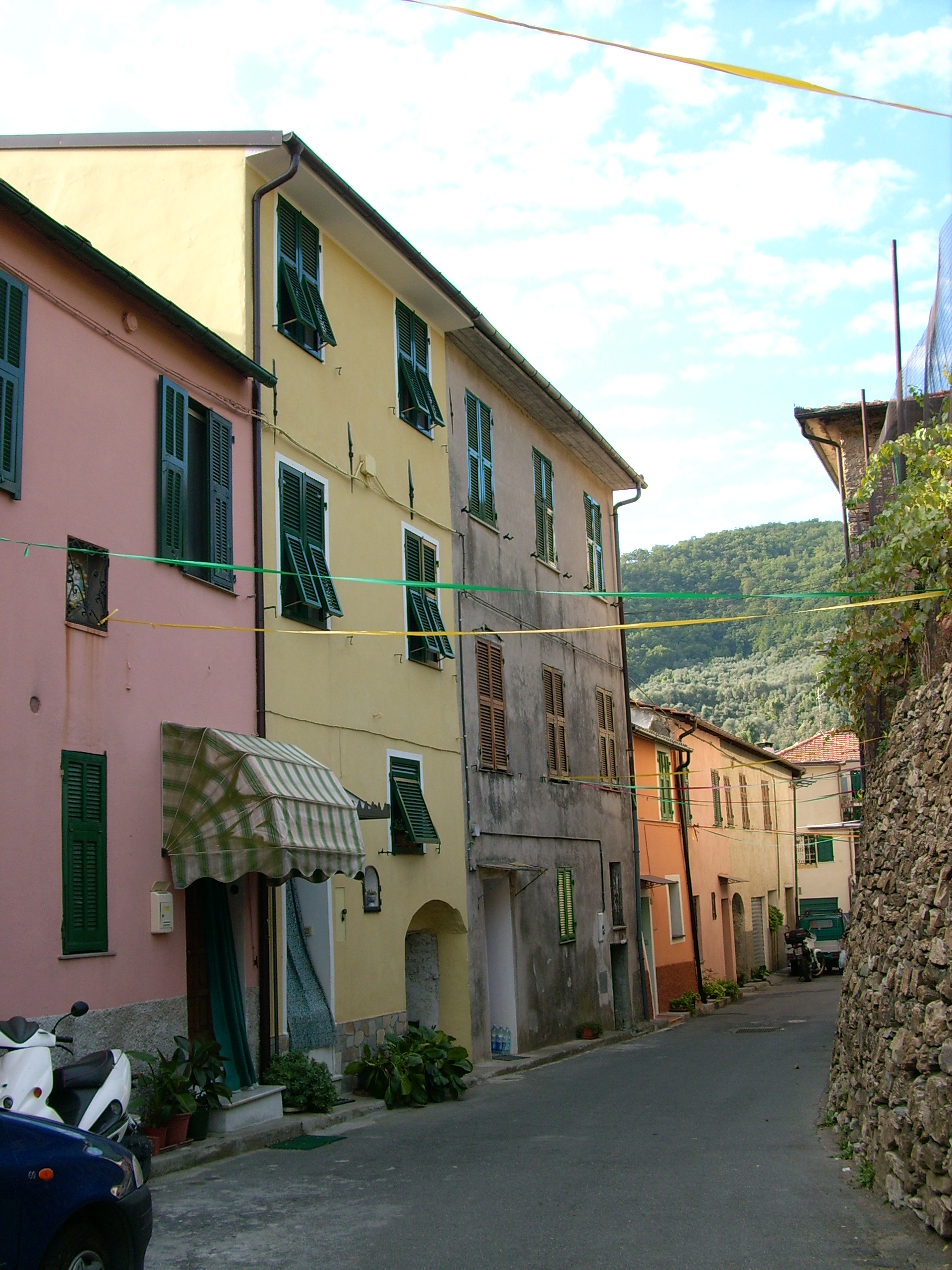
Der Ortsteil Borgoratto

Lucinasco liegt am Oberlauf des Flusses Impero und gehört mit seinem von Olivenbäumen überzogenen Territorium zu der Comunità Montana dell’Olivo. Von der Provinzhauptstadt Imperia ist die Gemeinde circa 18 Kilometer entfernt.
Nach der italienischen Klassifizierung bezüglich seismischer Aktivität wurde die Gemeinde der Zone 3 zugeordnet. Das bedeutet, dass sich Lucinasco in einer seismisch wenig aktiven Zone befindet.

## Klima
Die Gemeinde wird unter Klimakategorie E klassifiziert, da die Gradtagzahl einen Wert von 2339 besitzt. Das heißt, die in Italien gesetzlich geregelte Heizperiode liegt zwischen dem 15. Oktober und dem 15. April für jeweils 14 Stunden pro Tag.